# Alberto Entrerríos
Alberto Entrerríos Rodríguez (* 7. November 1976 in Gijón, Spanien) ist ein ehemaliger spanischer Handballspieler, der aktuell beim französischen Club Limoges Handball als Trainer tätig ist. Mit der spanischen Nationalmannschaft wurde er zweimal Weltmeister. Er spielte im linken und zentralen Rückraum und ist 1,92 m groß.

## Karriere
Alberto Entrerríos begann mit dem Handballspiel bei C. Naranco. 1998 unterschrieb Entrerrios bei seinem ersten Profiteam, Ademar León, mit dem er 2001 die spanische Meisterschaft gewann. 2001 wechselte er für eine Saison zum FC  Barcelona, mit dem er 2002 den  Copa ASOBAL gewann. 2002 zog  er weiter zu BM Ciudad Real. Hier gewann er 2004, 2007, 2008, 2009 und 2010 die spanische Meisterschaft, 2004, 2005, 2006, 2007, 2008 und 2011 den Copa ASOBAL, 2003, 2008, 2010 und 2011 den Copa del Rey de Balonmano, 2005 und 2008 den spanischen Supercup, 2006, 2008 und 2009 die Champions League, 2003 den Europapokal der Pokalsieger sowie 2005 und 2006 die Vereins-EM. Im Sommer 2012 schloss er sich dem französischen Verein HBC Nantes an. 2016 beendete er Entrerríos beim HBC Nantes seine Karriere und übernahm dort anschließend das Co-Traineramt. 2019 übernahm er das Traineramt des HBC Nantes, mit dem er im Dezember 2021 den Coupe de la Ligue gewann. Nach der Saison 2021/22 verließ Entrerríos den Verein und übernahm den Ligakonkurrenten Limoges Handball.
Alberto Entrerríos wurde mit Spanien 2005 in Tunesien und 2013 im eigenen Land Weltmeister, 2011 gewann er Bronze. Außerdem holte er bei den Olympischen Spielen 2004 und 2008 Bronze und 2006 bei der Europameisterschaft in der Schweiz Silber. Nach dem 35:19-Endspielsieg über Dänemark bei der WM 2013 beendete er seine Karriere bei der Nationalmannschaft. Er bestritt 240 Länderspiele und hat dabei 726 Tore erzielt.
Albertos jüngerer Bruder, Raúl Entrerríos, war ebenfalls Profihandballer. Er spielte zuletzt für den FC Barcelona.